# Lhanbryde
Lhanbryde est une localité de Moray, en Écosse.